# Aglemiut
Aglemiut, Eskimsko pleme naseljeno na sjeverozapadnoj obali Aljaske od ušća rijeke Nushagak jugozapadno do doline Ugashik, pružajući se istočno u visok ogorje (Dall in Cont. N. A. Ethnol., I, 19, 1877). Godine 1890. bilo ih je samo 767. Žive na obali, love morževe i povremeno izlaze na more u potjeru za kitovima. Iako kršćani, zadržavaju svoja izvorna vjerovanja i običaje, a u odijevanju podsjećaju na svoje susjede, osim što za zimsko ruho koriste sobove kože. Oni rezbare slonovaču jednako vješto kao i sjeverna plemena. Sastoje se od nekolikoi podskupina, to su Kiatagmiut, Ugagogmiut i Ugashigmiut. Sela su Igagik, Ikak, Kingiak, Paugwik, Ugashik i Unangashik.